# Eu2001.se

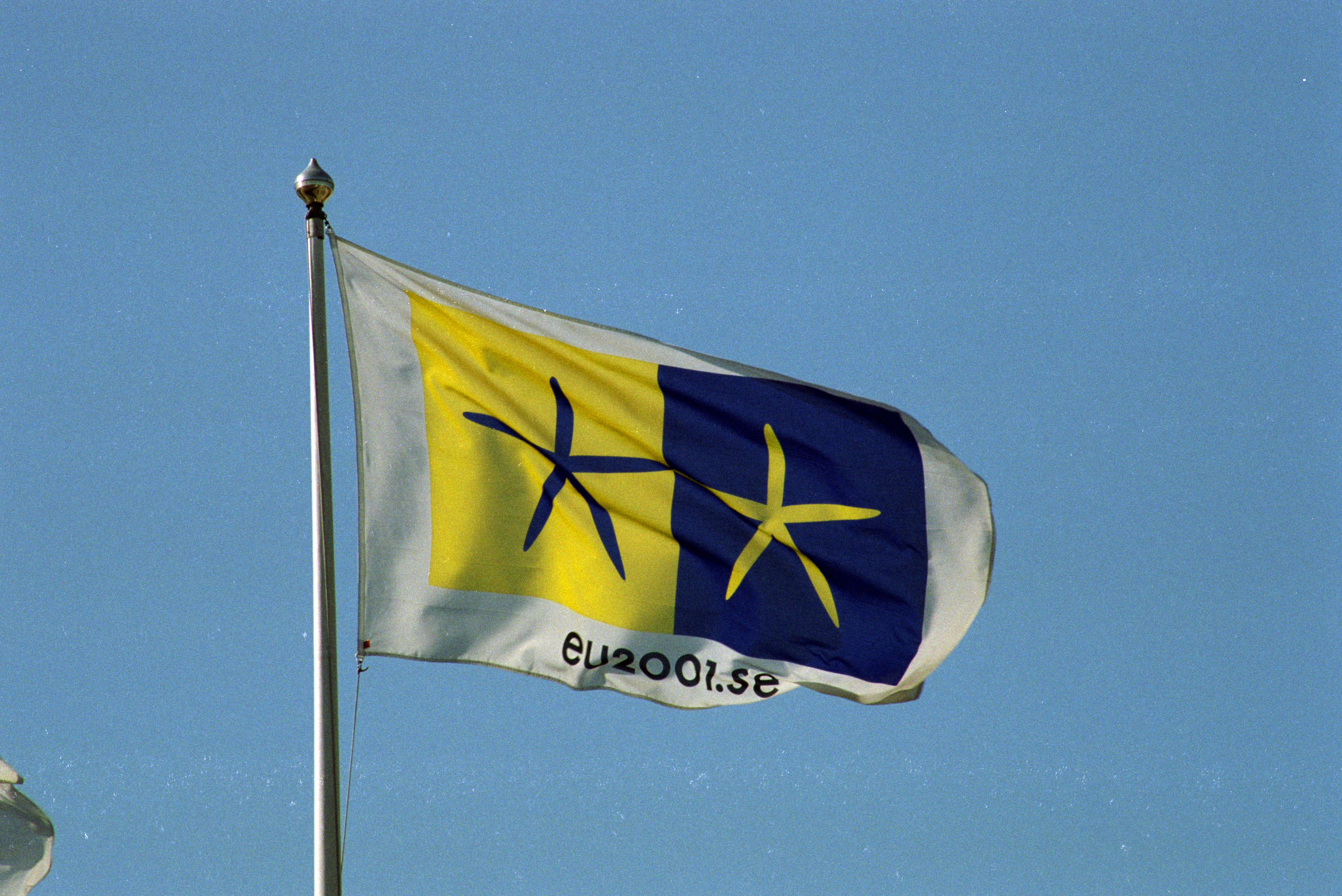
Flagga från Sveriges ordförandeskap i EU:s ministerråd 2001.

eu2001.se heter den webbplats som svenska regeringskansliet använde under Sveriges ordförandeskap i EU:s ministerråd våren 2001. Ansvarig för webbplatsen var Utrikesdepartementets press- och informationsenhet. Det rapporterades även från olika mötesorter i Sverige och från Bryssel.
Uppbyggnaden av namnet blev senare standard för andra medlemsländers ordförandewebbplatser, det vill säga att enbart årtal och land ändras. Webbplatsen publicerades på svenska, engelska och franska.